# Amtsgericht Hochfelden

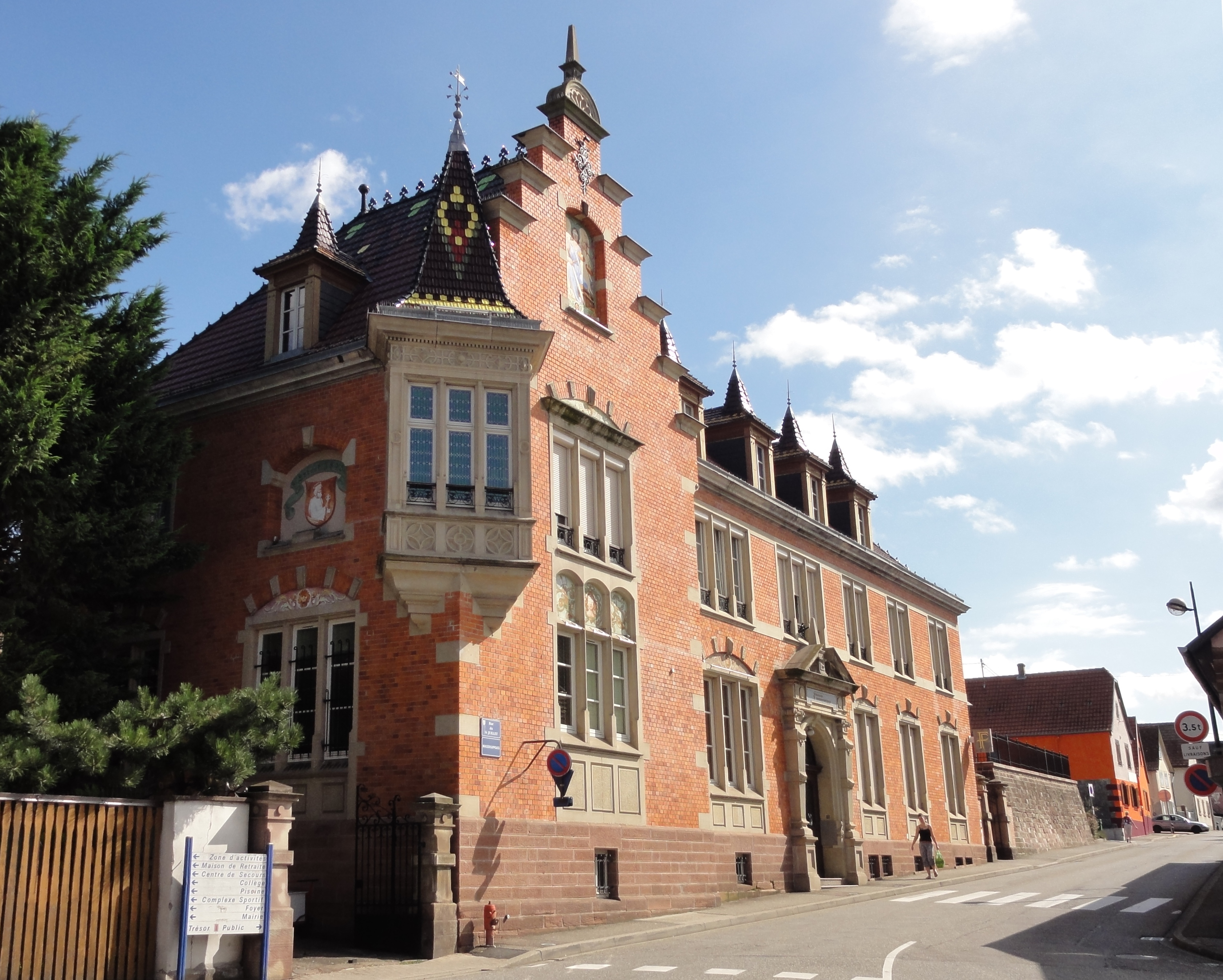
Gerichtsgebäude (2011)

Das Amtsgericht Hochfelden war ein deutsches Amtsgericht mit Sitz in Hochfelden.

## Geschichte
Hochfelden war Sitz eines französischen Friedensgerichtes. Nach der Abtretung Elsass-Lothringens im Frieden von Frankfurt an das Deutsche Reich 1871 wurde die Gerichtsstruktur mit dem Gesetz, betreffend Abänderung der Gerichtsverfassung vom 14. Juli 1871 und der Ausführungsbestimmung hierzu vom gleichen Tag neu geregelt. Dabei wurden die Friedensgerichte beibehalten. Im Rahmen der Reichsjustizgesetze wurden 1879 die Friedensgerichte im Reichsland Elsass-Lothringen aufgehoben und Amtsgerichte gebildet. Das Amtsgericht Hochfelden war dem Landgericht Straßburg nachgeordnet. Am Gericht bestand 1880 eine Richterstelle. Das Amtsgericht war damit ein kleines Amtsgericht im Landgerichtsbezirk. Der Gerichtsbezirk umfasste 1895 den Kanton Hochfelden mit 135 Quadratkilometern, 26.213 Einwohnern und 30 Gemeinden. Mit der Verordnung über den Sitz und die Bezirke der Amtsgerichte vom 3. April 1909 gingen die Gemeinden Hohatzenheim, Mittelhausen und Wingersheim aus dem Sprengel des Amtsgerichts Hochfelden in den Sprengel des Amtsgerichts Brumath über.
Nach der Reannexion Elsass-Lothringens durch Frankreich nach dem Ersten Weltkrieg wurde das Amtsgericht Hochfelden als „Tribunal cantonal Hochfelden“ weitergeführt. Im Zweiten Weltkrieg wurde 1940 von der deutschen Besatzungsmacht die vorgefundene Gerichtsstruktur unter Verwendung deutscher Ortsnamen und Behördenbezeichnungen, hier also wieder als Amtsgericht Hochfelden, fortgeführt.

## Gerichtsgebäude
Das Gerichtsgebäude wird heute als Finanzamt genutzt. Es wurde 1895 als Gerichtsgebäude im Stil der Neorenaissance erbaut. Das zweigeschossige Klinkergebäude ist mit einem Ziergiebel auf der linken Seite versehen. Dieser zeigt eine Darstellung der Justitia als Engel der Gerechtigkeit. Seine heutige Adresse ist 1 Rue du 14 Juillet. Es steht unter Denkmalschutz.